# Децебал (скулптура)
44° 38′ 28″ С; 22° 17′ 28″ И / 44.64117° С; 22.2912° И
Камена скулптура Децебал представља највећу клесану скулптуру у Европи, дужине 42,9 и ширине 31,6 метара. Налази се на ушћу реке Мраконије у Дунав, на румунској страни Ђердапске клисуре, у близини града Оршава. Скулптура представља лице Децебала, последњег краља Дачана који је владао у раздобљу од 87. до 106. године. Грађена је у периоду од 1994. до 2004. године и на њој је радило 12 скулптора, а по пројекту италијанског скулптора Мариа Ђелотија. Његов лик је симболично исклесан преко пута Трајанове табле на српској страни, како би довека пркосио овом римском императору. Децебалово око дуго је 4,3 метара, а нос је дугачак седам и широк четири метра. Само је 6 метара нижа од њујоршког Кипа Слободе.
Израду скулптуре иницирао је и финансирао румунски тајкун и историчар–аматер Јосиф Константин Драган. Зато је у њеном подножју уклесан натпис на латинском језику „Decebal rex - Dragan fecit”, што у преводу значи „Краљ Децебал - направио Драган”. Обликовање стене вршено је динамитом и пнеуматским чекићима, а укупна цена радова достигла је милион долара.